# Ландспаут
Ландспаут (англ. landspout) — це тип смерчу-вихору, який формується в умовах слабкої або помірної конвективної нестабільності, але без участі мезоциклону, який характерний для суперкомірки. Ландспаути мають менш потужну структуру, ніж мезоциклонні смерчі, проте можуть завдавати значних ушкоджень.

## Формування
Ландспаут формується уздовж зон конвергенції (ліній зіткнення повітряних потоків), де піднімається тепле, вологе повітря. Це підняття призводить до утворення вертикальної завихреності, яка за наявності достатньої нестабільності атмосфери може розвиватися в смерч. На відміну від мезоциклонних смерчів, ландспаут формується у нижньому шарі атмосфери, без участі великих штормових систем, таких як суперкоміркові грози.

## Тривалість
Тривалість ландспаута зазвичай коротка — від кількох хвилин до півгодини. Проте у рідкісних випадках вони можуть зберігатися до години.

## Основні характеристики
Діаметр - зазвичай кількасот метрів.
Швидкість вітру - помірна, але достатня для пошкодження будівель, зламу дерев та підйому пилу.
Інтенсивність - за шкалою фудзіти зазвичай не перевищує F0–F1, однак в окремих випадках може досягати F2.

## Відмінності від класичних смерчів-вихорів
Ландспаут формується без мезоциклону та в умовах меншої атмосферної нестабільності.
Найчастіше виникає у хмарну або дощову погоду уздовж зон локальної конвергенції.
Має вужчу основу та меншу інтенсивність порівняно з класичними смерчами-вихорами.

## Галерея

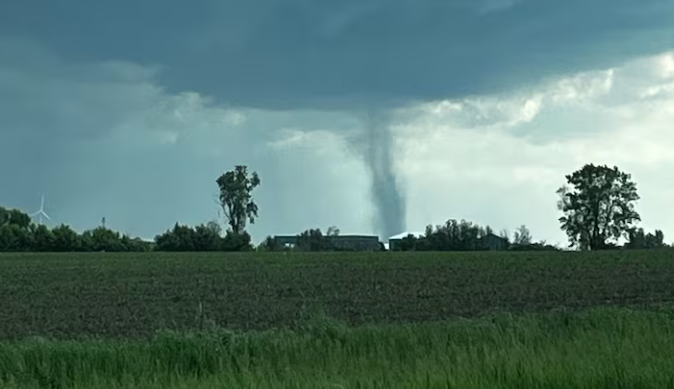
Ландспаут в окрузі Додж. 23 травня, 2024 року.

## Інші назви
Ландспаути можна також називати немезоциклонними смерчами або лендспаутами. 